# 스타니슬라프 주크
스타니슬라프 알렉세예비치 주크(러시아어: Станисла́в Алексе́евич Жук, 1935년 1월 25일 ~ 1998년 11월 1일)는 소련의 피겨스케이팅 선수이다. 그는 자신의 파트너이자 아내인 니나 주크와 함께 유럽 피겨 스케이팅 선수권 대회에서 은메달을 3번 획득했고 1960년 동계 올림픽에서 6위를 했다.

## 생애
주크는 1935년 1월 25일에 울리야놉스크에서 태어났다. 시베리아 원주민 출신인 아버지 알렉세이 주크는 그가 해군 복무를 마친 후 그의 친구 파벨 데멘티예프와 함께 울리야놉스크로 돌아왔다. 데멘티예프와 이웃 사이였던 알렉세이는 그의 누이인 마리야와 사랑에 빠졌으며, 두 사람은 결혼했다.
아버지의 해군 복무로 인해 그의 가족은 여러 번 이사를 다녔다. 1940년대 후반에 피겨스케이팅 종목이 레닌그라드(현재의 러시아 상트페테르부르크) 중심으로 유행하자 주크도 스케이트를 배우기 시작했다. 
스타니슬라프 주크는 1998년 11월 1일에 심장 마비로 사망했다.